# Toscà

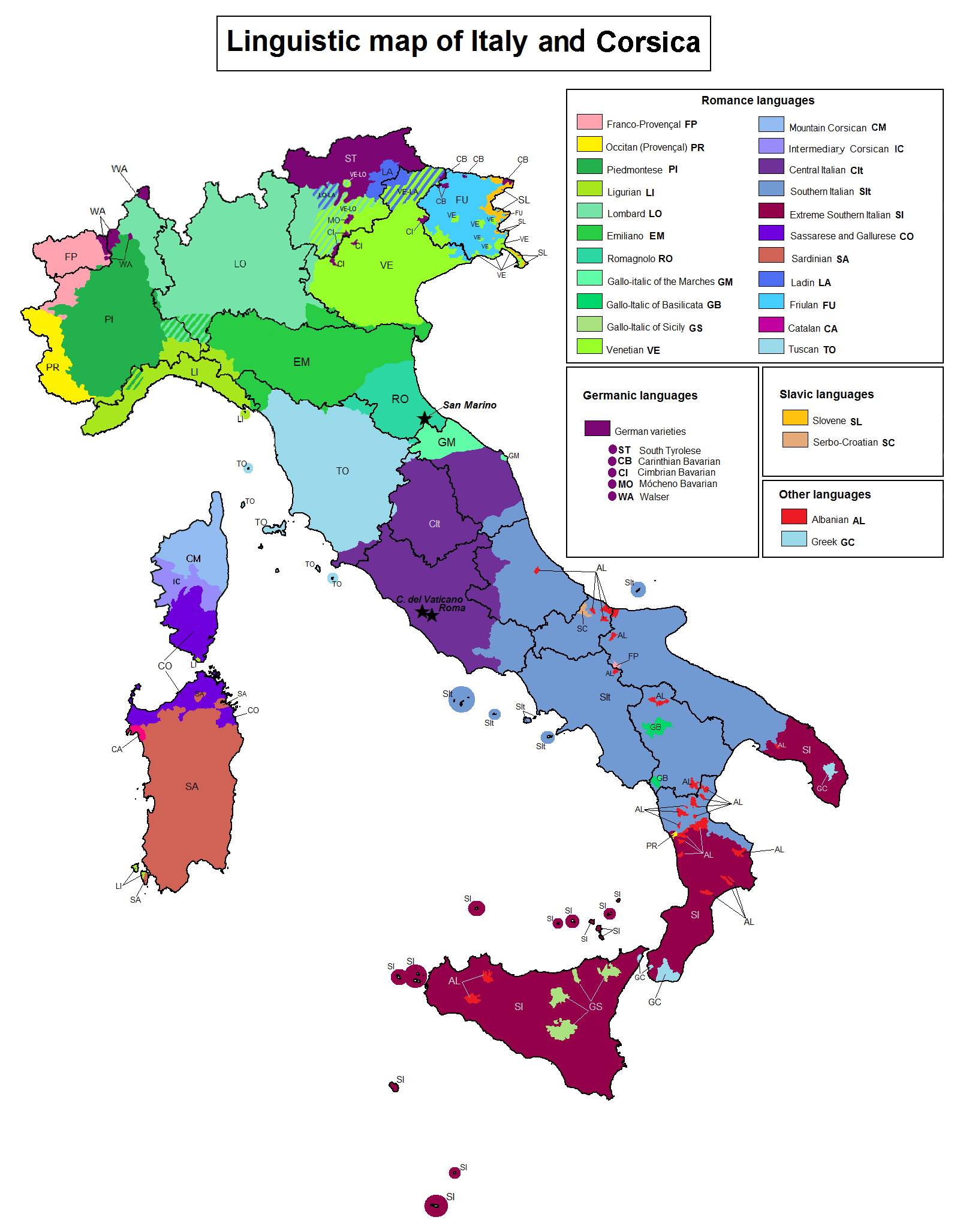
El toscà dins les parles d'Itàlia

El toscà és un continu dialectal que, en la seva modalitat florentina, esdevingué la base de l'italià que coneixem avui. La Toscana, per condicionaments geogràfics i històrics, conservà un llatí poc contaminat; per això el toscà és, entre les llengües italianes, la que menys s'ha distanciat del llatí.
Aquesta variant lingüística de l'italià, que té uns 3 milions de parlants nadius, ha evolucionat d'una manera linear i homogènia, sense majors influències de llengües estrangeres. El toscà és la base de l'idioma italià gràcies als escrits de Dante Alighieri, Francesco Petrarca i Giovanni Boccaccio, però també dels de Nicolau Maquiavel i Francesco Guicciardini, que li van conferir la dignitat de ser la «llengua literària» de la península italiana.
En el moment de la unificació d'Itàlia, el 1861, el toscà va ser seleccionat com a llengua d'ús, entrant en una discussió centenària en la qual havia participat també Dante, que veia dues faccions principals: una que sostenia el naixement d'una llengua italiana sobre la base d'una de les llengües de la península itàlica i una altra que es proposava crear una nova llengua que prengués característiques de diverses d'aquestes llengües. Amb el suport d'Alessandro Manzoni, va ser elegida la versió literària del toscà.